# Enric III de Wittelsbach
Enric XV de Baviera o III de Wittelsbach (28 d'agost de 1312 - Natternberg prop de Deggendorf 18 de juny de 1333) fou duc de Baviera (Baixa Baviera).
Era fill d'Otó III de Wittelsbach, duc de Baviera (V). Se l'anomenava Natternberger per la seva residència preferida, el castell de Natternberg. Va néixer l'any de la mort del seu pare al que va succeir en el govern conjunt del ducat de Baixa Baviera, i va estar sota tutela del seu parent l'emperador Lluís IV de l'Alta Baviera. La seva candidatura per a la corona hongaresa el 1327 no va tenir èxit. El 1331, com a conseqüència d'un conflicte entre els seus cosins Otó IV i Enric XIV (II), es va procedir a un intent de repartiment del ducat i el jove Enric XV va governar llavors parts de la Baixa Baviera amb Deggendorf com a capital.

## Matrimoni
Entre 1326 i 1328, es va casar amb Anna d'Àustria, filla de Frederic I d'Habsburg, duc d'Àustria i d'Isabel d'Aragó. No van tenir fills. Ella li va sobreviure deu anys i es va casar amb Joan Enric comte de Gorízia.